# شهرستان کراکت (تنسی)
شهرستان کراکت، تنسی (به انگلیسی: Crockett County, Tennessee) یک سکونتگاه مسکونی در ایالات متحده آمریکا است که در تنسی واقع شده‌است.

## خصوصیات
شهرستان کراکت ۶۸۸ کیلومترمربع مساحت دارد.